# Boo Björknäs IBK
Boo Björknäs IBK  var en innebandyklubb i Nacka kommun, bildad efter en sammanslagning av Boo IBK (Nacka kommuns äldsta innebandyklubb, bildad 1987) och Björknäs BK, bildad 2002. 2009 slogs klubben samman med Boo KFUM under det senare namnet.